# Boîte à secret
Pour les articles homonymes, voir Boîte.
Pour l'émission de télévision française, voir La Boîte à secrets.

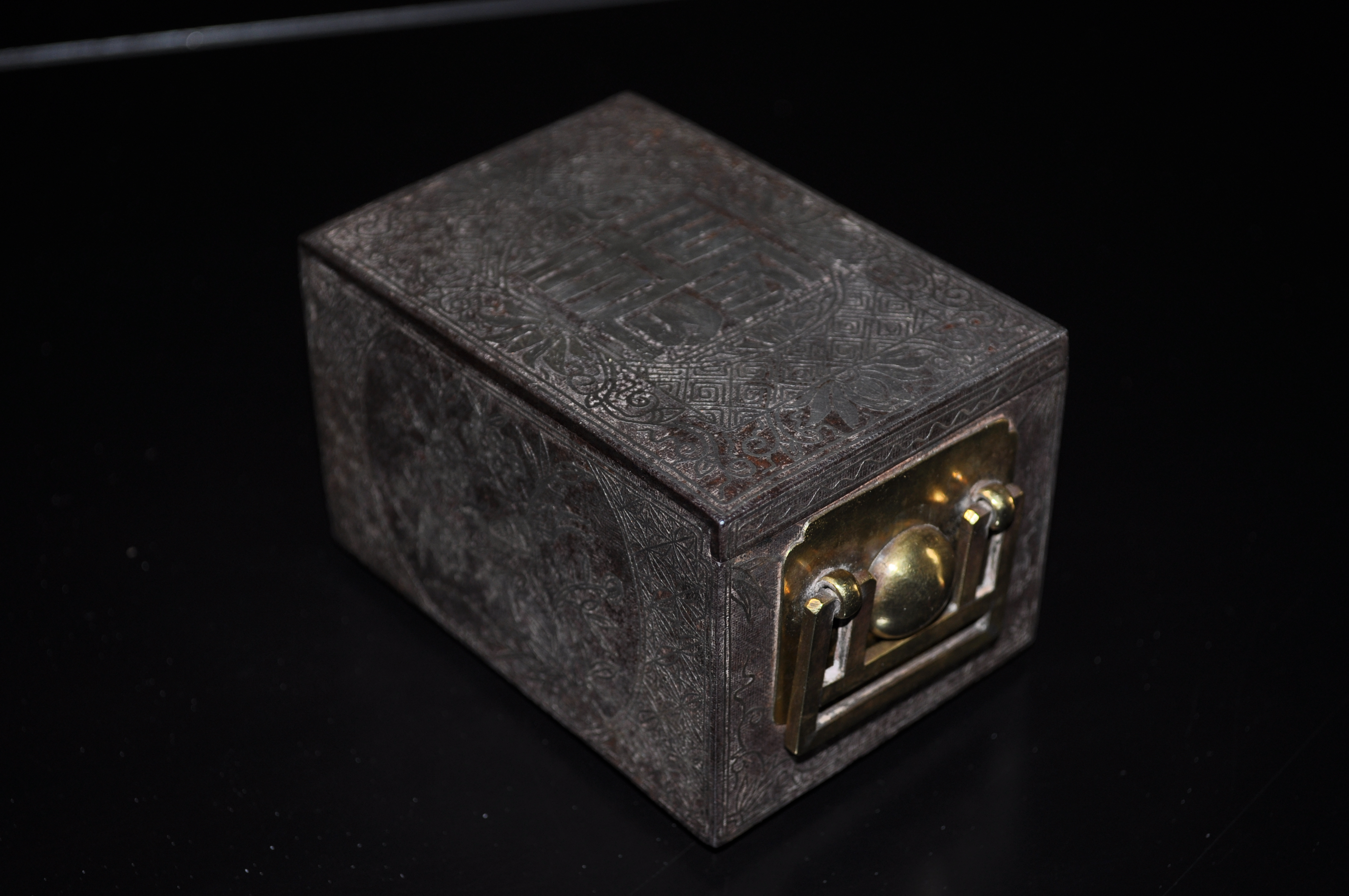
Une boîte à secret.

Une boîte à secret ou coffret à secret est une boîte (principalement en bois) qui peut être ouverte par une série de manipulations complexes ou cachées. Certaines de ces boîtes n'ont besoin que d'une simple pression dans un endroit spécifique tandis que d'autres ont besoin de mouvements subtils de différentes parties pour être ouvertes.
On en trouve dans de nombreuses régions du monde, comme dans la région de Hakone au Japon, au début du XIXe siècle sous le nom de « himitsu-bako » (秘密箱), ou encore en Auvergne.

## Fabrication des boîtes à secret au Japon

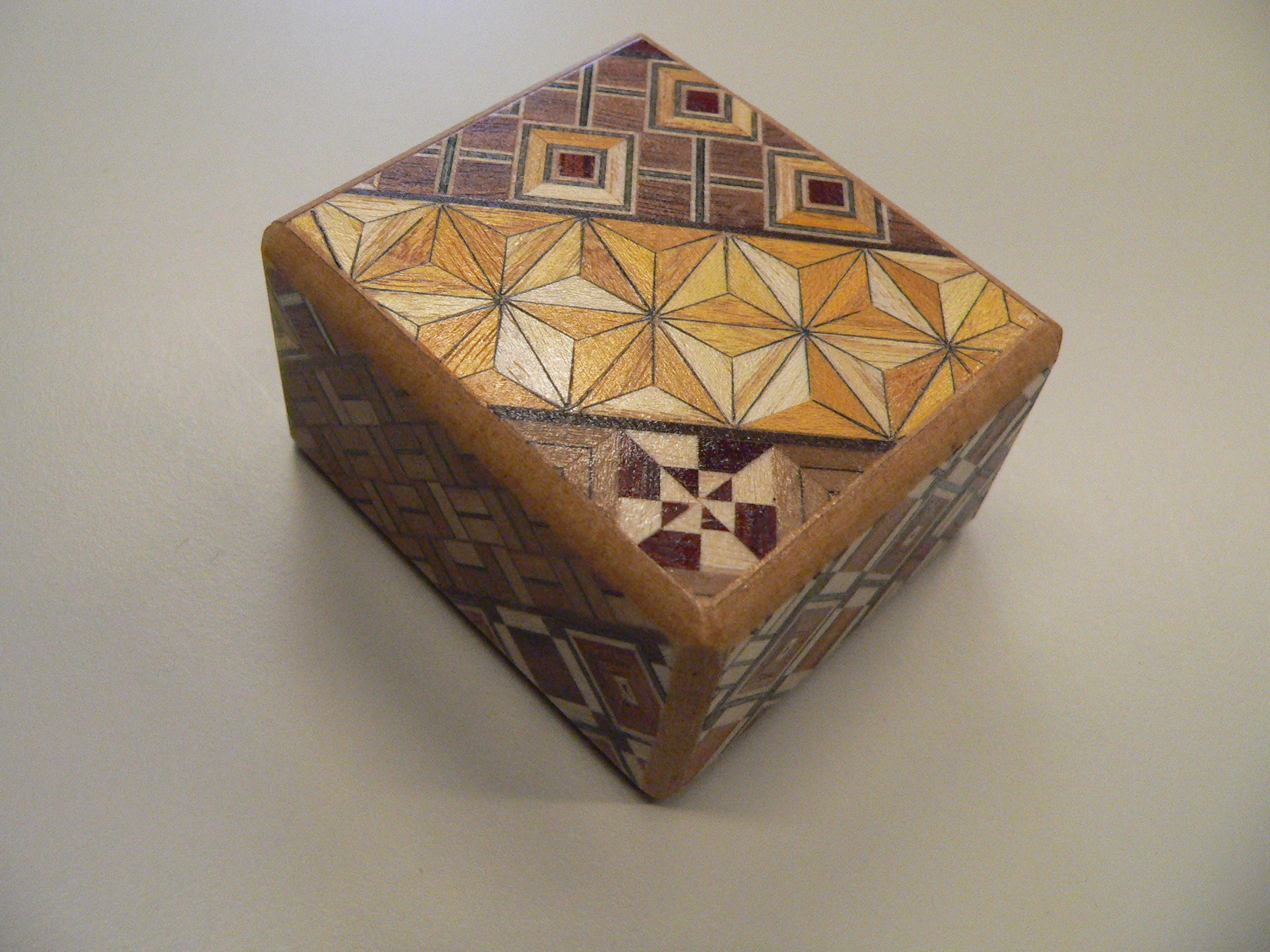
Un Yosegi.

La fabrication traditionnelle des boites japonaises demande beaucoup de savoir-faire. Cette marqueterie, plus connue sous le nom de yosegi-zaiku fait partie du savoir faire traditionnel du Japon.
Pour commencer, il faut sélectionner les différentes essences de bois qui permettront de donner ses couleurs au motif réalisé. Ces différentes baguettes de bois, seront ensuite triées, sciées, rabotées et ajustées pour réaliser le motif spécifique yosegi. Les pièces seront assemblées et collées entre elles pour donner naissance à un motif unique. Plusieurs de ces motifs seront alors collés ensemble pour créer un motif plus complexe et plus large. Cette opération peut être répétée plusieurs fois pour obtenir le motif final.
La plaque est soigneusement rabotée en minces feuilles avec un gros rabot spécial. La feuille obtenue est appelée « duku ». Ces feuilles sont ensuite aplanies puis découpées à la bonne taille. Pour finir, elles seront collées sur les boîtes.

## Galerie
|  |  |  |  |